# Gaston Backman
Gaston Victor Backman, född 11 juli 1883 i Rejmyre, död 18 februari 1964 i Uppsala, var en svensk anatom, antropolog och läkare. Han var tvillingbror till farmakologen Louis Backman och bror till Pierre Backman.

## Biografi
Gaston Backmans far Alfred Backman var regementsläkare. Efter studentexamen i Kalmar 1901 studerade Backman vid Uppsala universitet, blev med. kand. 1907 och med. lic. 1913. Han disputerade 1913. Han var amanuens vid Riksmuseets etnografiska avdelning 1910–1911 och 1916–1917. Backman var också underläkare, senare biträdande läkare vid Uppsala hospital 1912–19, läkare vid Säters hospital 1919–22. 1920 kallades han till att vara professor i anatomi vid Lettlands universitet i Riga samt direktör för de anatomiska och histologiska institutionerna där. 1925 blev han prosektor i anatomi vid Karolinska institutet, 1933 blev han professor i anatomi vid Lunds universitet och förblev det till pensioneringen 1948. Backman promoverades till hedersdoktor i anatomi vid Lettlands universitet 1925 och invaldes i Kungliga Fysiografiska Sällskapet i Lund 1934.
Backmans antropologiska forskning omfattar bearbetningar av arkeologiskt skelettmaterial och utredningar av variationer i kraniets former. Inom den komparativa och humana anatomin och embryologin studerade han bronkernas och lungkärlens topografiska relationer,  variationer inom muskel- och kärlsystemet och människofotens uppkomst. Backman studerade även tillväxten och försökte utforska de matematiska lagar som styr individens tillväxt och utveckling. Han definierade begreppet organisk tid för jämförandet av olika åldersstadier hos växande organismer.
År 1935 skrev han den populärvetenskapliga Människoraserna och moderna rasproblem, som till större delen är en översikt av den dåtida kunskapen om fysiska skillnader mellan raserna, deras uppkomst och spridning. I kapitlet Psykologiska olikheter mellan de olika människoraserna söker han påvisa att dessa skillnader är tämligen små och att föreställningar om framför allt de europeiska rasernas överlägsenhet över andra, saknar grund. Han hänvisar i stället till sociala faktorer som förklaring till dessa skillnader. Den rasideologi som anammats av nazisterna avfärdar han helt. "Arierpropagandan vilar på en oriktig grund och på ovetenskapliga förutsättningar och är redan från början förfelad."
Backman har också skrivit artiklar för Nordisk familjebok (2:a och 3:e upplagorna), Svensk uppslagsbok, referat och recensioner i Hygiea, Ymer, Svensk medicinsk tidskrift och artiklar i dagspressen. Vidare har han behandlat Frimurareordens historia i artiklar och föredrag.
Gaston Backman ligger begravd på Uppsala gamla kyrkogård.